# فیلیپه فیدلیس دوس سانتوس
فیلیپه فیدلیس دوس سانتوس (به پرتغالی: Philipe Fidélis dos Santos) مهاجم اهل برزیل است که در شهر Contagem و در تاریخ ۱۴ ژوئن ۱۹۸۹ به دنیا آمده‌است.
فیلیپه فیدلیس دوس سانتوس در تیم‌های فوتبال Marítimo B سابقهٔ حضور دارد.